# Catalonia Jazz
Catalonia Jazz va fer la seva presentació el mes de març de 1936 a Sant Feliu de Guíxols, pocs mesos abans de l'inici de la guerra civil espanyola i va concloure les seves actuacions quatre mesos més tard, amb l'esclat de la guerra. L'agrupació estava formada majoritàriament per antics membres de la dissolta Orquestrina Guíxols, Arseni Roig, piano; Antoni Carbonell, trompeta; Joan Fontanella, trombó de vares; Ramón Pla i Francesc Loubat, saxòfons, Arcadi Berga, jazz-band i Valentí Rourich Nadal, violí i banjo.
En la seva curta trajectòria musical, van actuar amb notable èxit a diverses poblacions gironines, van debutar per la festivitat de Sant Josep a Torroella de Montgrí i posteriorment actuarien a l'Ateneu Social Democràtic de Girona, a l'Hostal de La Gavina de S'Agaró, a les festes de Pasqua de La Bisbal, Blanes, Caldes de Malavella i Llagostera. La seva darrera actuació musical va tenir lloc el mes de juliol amb motiu de la Festa Major de S'Agaró, on van interpretar diverses sardanes en un concert de matí i tarda i posteriorment, a la nit van actuar a la sala de festes de l'Hotel Platja, on van interpretar un seguit de ballables de la temporada.
Amb l'esclat de la guerra civil, va concloure la curta existència d'aquest grup musical guixolenc.
Alguns dels seus membres fundarien posteriorment una nova orquestra anomenada Cobla Orquestra Victors, que veuria la llum al maig de 1939.